# Futsal nos Jogos Olímpicos de Verão da Juventude de 2018 - Masculino
A competição masculina de futsal nos Jogos Olímpicos de Verão da Juventude de 2018 ocorreu entre 7 e 18 de outubro de 2018. As partidas foram disputadas no Estádio Principal de Futsal, na Feira Tecnópolis, e no CeNARD, localizada no Parque Verde, em Buenos Aires, Argentina.

## Fase de Grupos

### Grupo A
| Pos | Equipe        | Pts | J | V | E | D | GP | GC | SG  | Classificado                      |
| --- | ------------- | --- | - | - | - | - | -- | -- | --- | --------------------------------- |
| 1   | Egito         | 10  | 4 | 3 | 1 | 0 | 15 | 8  | +7  | Classificados para as Semi-finals |
| 2   | Argentina (H) | 7   | 4 | 2 | 1 | 1 | 19 | 8  | +11 | Classificados para as Semi-finals |
| 3   | Iraque        | 7   | 4 | 2 | 1 | 1 | 12 | 5  | +7  |                                   |
| 4   | Eslováquia    | 3   | 4 | 1 | 0 | 3 | 5  | 12 | −7  |                                   |
| 5   | Panamá        | 1   | 4 | 0 | 1 | 3 | 7  | 25 | −18 |                                   |

### Grupo B
| Pos | Equipe        | Pts | J | V | E | D | GP | GC | SG  | Classificado                      |
| --- | ------------- | --- | - | - | - | - | -- | -- | --- | --------------------------------- |
| 1   | Brasil        | 12  | 4 | 4 | 0 | 0 | 25 | 4  | +21 | Classificados para as Semi-finals |
| 2   | Rússia        | 9   | 4 | 3 | 0 | 1 | 19 | 12 | +7  | Classificados para as Semi-finals |
| 3   | Irão          | 6   | 4 | 2 | 0 | 2 | 19 | 11 | +8  |                                   |
| 4   | Costa Rica    | 3   | 4 | 1 | 0 | 3 | 17 | 27 | −10 |                                   |
| 5   | Ilhas Salomão | 0   | 4 | 0 | 0 | 4 | 13 | 39 | −26 |                                   |

## Fase Final

### Confrontos
|  | Semi-Finais                | Semi-Finais                |   |                            | Final                      | Final |  |
|  |                            |                            |   |                            |                            |       |  |
|  | 15 de Outubro – Tecnópolis |                            |   |                            |                            |       |  |
|  | Brasil                     | 3                          |   |                            |                            |       |  |
|  | Argentina                  | 2                          |   |                            |                            |       |  |
|  |                            |                            |   |                            |                            |       |  |
|  |                            |                            |   |                            | 18 de Outubro – Tecnópolis |       |  |
|  |                            |                            |   |                            | Brasil                     | 4     |  |
|  |                            | Rússia                     | 1 |                            |                            |       |  |
|  |                            |                            |   |                            |                            |       |  |
|  |                            |                            |   |                            |                            |       |  |
|  |                            |                            |   |                            | Terceiro lugar             |       |  |
|  | 15 de Outubro – Tecnópolis | 15 de Outubro – Tecnópolis |   | 18 de Outubro – Tecnópolis | 18 de Outubro – Tecnópolis |       |  |
|  | Egito                      | 1                          |   | Argentina                  | 4                          |       |  |
|  | Rússia                     | 3                          |   |                            | Egito                      | 5     |  |

### Ficha Técnica das Partidas

#### Semifinais
Semifinal 1
| 15/10/2018 | Egito        | 1–3                        | Rússia                                    | Tecnópolis                           |
| 18:00      | El-Sayed 10' | Report (FIFA) Report (IOC) | Cherniavskii 3' · Okulov 4' · Karpiuk 20' | Público: 6,500 Árbitro: Khalid Hnich |

Semifinal 2
| 15/10/2018 | Brasil                                   | 3–2                        | Argentina                        | Tecnópolis                           |
| 20:00      | Guilhermão 1' · Neguinho 11' · Breno 28' | Report (FIFA) Report (IOC) | Raggiati 19' (pen.) · Rufino 21' | Público: 6,500 Árbitro: Nikola Jelić |

#### Disputa da Medalha de Bronze
| 18/10/2018 | Argentina                                    | 4 – 5                      | Egito                              | Tecnópolis                            |
| 10:30      | Ramírez 1' 10' · Raggiati 4' · De Candia 40' | Report (FIFA) Report (IOC) | Talaat 16' 21' 31' 39' · Ahmed 20' | Público: 4,800 Árbitro: David Urdánoz |

#### Final
| 18/10/2018 | Brasil                                                   | 4 – 1                      | Rússia        | Tecnópolis                             |
| 13:00      | Karpiuk 1' (g.c.) · Breno 20' · Moura 28' · Françoar 39' | Report (FIFA) Report (IOC) | Samusenko 38' | Público: 3,400 Árbitro: Mohamed Hassan |

| Brasil | Russia |

## Premiação

### Ranking Final
| Pos | Equipe        | Pts | J | V | E | D | GP | GC | SG  |
| --- | ------------- | --- | - | - | - | - | -- | -- | --- |
| 1   | Brasil        | 18  | 6 | 6 | 0 | 0 | 32 | 7  | +25 |
| 2   | Rússia        | 12  | 6 | 4 | 0 | 2 | 23 | 17 | +6  |
| 3   | Egito         | 13  | 6 | 4 | 1 | 1 | 21 | 15 | +6  |
| 4   | Argentina (H) | 7   | 6 | 2 | 1 | 3 | 25 | 16 | +9  |
|     |               |     |   |   |   |   |    |    |     |
| 5   | Iraque        | 7   | 4 | 2 | 1 | 1 | 12 | 5  | +7  |
| 6   | Irão          | 6   | 4 | 2 | 0 | 2 | 19 | 11 | +8  |
| 7   | Eslováquia    | 3   | 4 | 1 | 0 | 3 | 5  | 12 | −7  |
| 8   | Costa Rica    | 3   | 4 | 1 | 0 | 3 | 17 | 27 | −10 |
| 9   | Panamá        | 1   | 4 | 0 | 1 | 3 | 7  | 25 | −18 |
| 10  | Ilhas Salomão | 0   | 4 | 0 | 0 | 4 | 13 | 39 | −26 |

### Artilharia
Foram marcados, no total, 174 gols em 24 partidas, o que dá uma média de 7.25 gols por partida.
| 11 gols - Guilhermão 7 gols - Belal El-Sayed - Danil Karpiuk - Raphael Le'ai 6 gols - Facundo Gassman 5 gols - Ezequiel Ramírez - Wesley - Iván Corrales - Yosel León - Mohamed Talaat - Mehdi Alizadeh - Ilia Fedorov 4 gols - Alan De Candia - Santiago Rufino - Breno - Neguinho - Youssif Mohsen - Belal Esmaeili | 3 gols - Agustín Raggiati - Moamen Morsy - Reza Tamizi - Salim Kadhim - Hussein Sabri - Jair Ogilvie - Maxim Okulov 2 gols - Joaquín Hernández - Moura - Vitão - Jafeth Carvajal - Salar Aghapour - Reza Ghanbari - Hussein Abdulrahman - Daniel Arévalo - Danil Samusenko - Pavel Sysoliatin - Sebastián Bačo - Jozef Koricina - Leon Kofana - Junior Mana | 1 gol - Valentino Urriza - Françoar - Yuri - Dilan Baez - Josué Chavarria - José Madriz - Sebastián Mora - Kevin Vado - Moustafa Abdelmagid - Mohamed Ahmed Ali - Sajjad Adelipour - Mehdi Mehdikhani - Sajjad Sarbaz - Hadi Alaa - Mohammed Faeq - Mohammed Ismael - Ezzat Sabeeh - Carlos Agrazal - Joel Victoria - Igor Cherniavskii - Kamil Gereikhanov - Pavel Karpov - Denis Subbotin - Matúš Šlehofer - Franster Rukumana Gols Contra - Josué Chavarria (contra Ilhas Salomão) - 1 Gol - Danil Karpiuk (contra o Brasil) - 1 Gol - Ronado Cromwell (contra o Brasil) - 1 Gol |